# Il cielo è vuoto
Il cielo è vuoto è un brano musicale del cantautore italiano Cristiano De André, pubblicato nel 2014.

## Descrizione
Il brano è stato inserito nell'edizione speciale dell'album Come in cielo così in guerra.
Autori di testo e delle musiche sono lo stesso Cristiano De André, Dardust e Diego Mancino.
Con questa canzone e con Invisibili, scartata nelle eliminatorie, De André ha partecipato al Festival di Sanremo 2014, classificandosi al settimo posto.

## Video musicale
Il video è stato diretto da Gaetano Morbioli ed è ambientato sulle rive del Lago di Garda.

## Tracce
1. Il cielo è vuoto – 3:42